# 빌리 마툴라

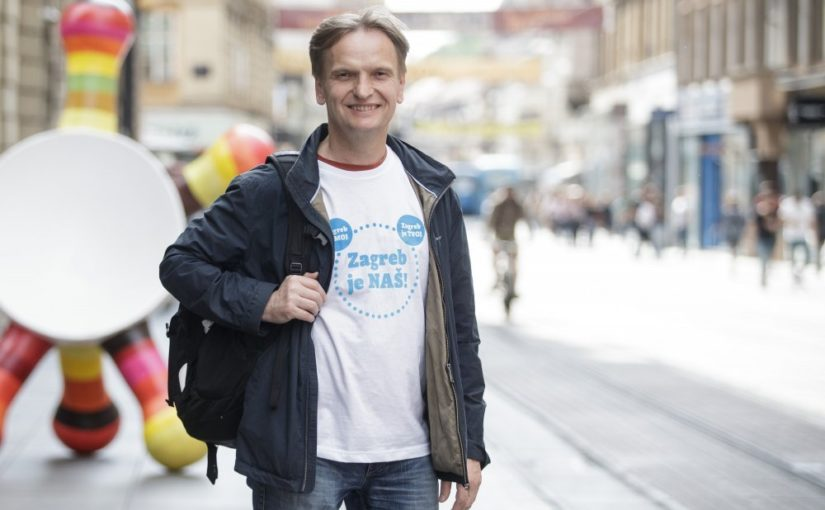

빌리 마툴라(Vili Matula, 1962년 3월 5일 ~ )는 크로아티아의 배우이다.

## 영화
- 포레스트 크리처스 (2010년)
- 맥스 슈멜링 (2010년)
- 뷔페 (2007년)
- 영광의 100분 (2004년)
- 쉰들러 리스트 (1993년) - 조사원 역
- 로젠크란츠와길덴스턴은죽었다 (1990년)
- 잊혀진 영웅 와렌버그 (1985년)